# Tutti Frutti Band
Tutti Frutti Band, bio je hrvatski rock sastav osnovan sredinom 80-ih pod imenom Tutti Frutti Balkan Band. Dvije godine kasnije mijenjanju naziv u Tutti Frutti Band. Originalnu glazbenu postavu činili su Ivo Amulić (pjevač), Ivo Jagnjić (vodeća gitara), Zdravko Sunara (bubnjevi), Nenad Ninčević (ritam gitara), Davor Pastuović (bas-gitara) i Miroslav Miše-Rovinjež (klavijature). Sastav je ostao poznat po hitu "Dalmacijo", pjesmi o regiji Dalmaciji koja je postala himna HNK Hajduka i njegovih navijača, te po emotivnim baladama poput "Stvari lagane" i "Nasloni glavu na moje rame".

## Članovi sastava
- Ivo Amulić - pjevač (1986. – 1991.)
- Tomislav Mrduljaš - skladatelj i gitarist (1985. – 1987.)
- Marsell Benzon - pjevač (1991. – 1994.)
- Alen Nižetić - pjevač (1994. – 1996.)
- Ivo Jagnjić - vodeća gitara
- Nenad Bego - bas gitara (1986. – 1990.)
- Zdravko Sunara - bubnjevi
- Nenad Ninčević - ritam gitara
- Davor Pastuović - bas-gitara
- Miroslav Miše - Rovinjež - klavijature    (1991. - 1996. )
- Darko Aljinović - File - klavijature
- Joško Gujinović

### Studijski albumi
- 1986. - Brzi vlak u nogama, Suzy
- 1987. - Gore iznad oblaka, PGB RTB
- 1988. - Stvari lagane, Jugoton
- 1989. - Krila leptira, Jugoton
- 1990. - Opusti se i uživaj, Jugoton
- 1992. - Vozio sam cijelu noć, Croatia Records
- 1996. - Ruže i vino, Croatia Records
- 1997. - Stvari lagane, Croatia Records
- 2010. - Pivo & Tequila , Dancing Bear

### Kompilacijski albumi
- 2007. - Zlatna kolekcija, Croatia Records

## Vanjske poveznice
- Tutti Frutti - Biografija